# Ministr (film)
Ministr (v originále L'Exercice de l'État) je francouzsko-belgický hraný film z roku 2011, který napsal a režíroval Pierre Schoeller. Snímek měl premiéru 19. května 2011 na filmovém festivalu v Cannes, v sekci Un certain regard.

## Děj
Francouzská vláda chce uskutečnit plán privatizace francouzských nádraží. Ministr dopravy Bertrand Saint-Jean je vyzván, aby v této reformě sehrál hlavní roli. Ten s ní však nesouhlasí, stejně jako jeho tým, zejména jeho šéf kabinetu Gilles.
Bertrand je rozpolcený mezi svou loajalitou k premiérovi a svým přesvědčením. Nadále doufá, že prezident zakročí a prosadí měkkou reformu, protože privatizace je velmi nepopulární. Tváří v tvář Bertrandovu váhání jeho tým hrozí rezignací.
V té době je v rámci inkluze najat jako řidič nezaměstnaný Martin Kuypers. Mezi oběma muži vznikne přátelský vztah, což ovšem nesmaže jejich postavení a Martinovy výhrady vůči Bertrandovi. Když Bertrand trvá na tom, aby Martin jel po nedokončené silnici, aby dorazil včas na schůzku, mají autonehodu, při které Martin zahyne. Konfrontace mezi jeho přítelkyní a Bertrandem dále odhaluje sociální propast mezi jejich dvěma světy a Bertrandovu postupující osamělost.
Premiér rozhodne, že pět menších stanic poslouží jako experiment reformy. Gilles přichází ujistit Bertranda, že zůstane po jeho boku až do konce v jeho boji za provedení reformy v co nejpřijatelnější podobě.
Prezident si poté předvolá Bertranda, aby mu předložil své rozhodnutí. Ale zdaleka reformu nezmírňuje, ponechá ji v původném návrhu a nedává Bertrandovi žádnou pravomoc ji upravit. Jeho úlohou bude pouze obhajovat ji proti odpůrcům.
Gilles se staví proti této reformě a žádá o své znovuzařazení do úřadu prefektury, ze které pochází. Během čekání na své jmenování se od Bertranda dozví, že tento byl právě jmenován ministrem pro zaměstnanost a solidaritu. Když Bertrand zjistí, že jeho nová pozice bude stejně nepříjemná jako ta předchozí, žádá Gillese, aby s ním zůstal. Prezident však Bertrandovi  předloží seznam možných ředitelů kabinetu, mezi kterými Gillese není.
Gillese opouští Elysejský palác a Bertrand je nyní sám.

## Obsazení
| Olivier Gourmet      | Bertrand Saint-Jean, ministr dopravy   |
| Michel Blanc         | Gilles, ředitel kabinetu ministra      |
| Zabou Breitman       | Pauline, ředitelka kominukace ministra |
| Laurent Stocker      | Yan                                    |
| Sylvain Deblé        | Martin Kuypers                         |
| Didier Bezace        | Dominique Woessner                     |
| Jacques Boudet       | senátor Juillet                        |
| François Chattot     | ministr zdravotnictví, Falconetti      |
| Gaëtan Vassart       | Loïk                                   |
| Arly Jover           | Séverine Saint-Jean, Bertrandova žena  |
| Éric Naggar          | premiér                                |
| Anne Azoulay         | Josepha, Kuypersova přítelkyně         |
| Abdelhafid Meltasi   | Louis-Do                               |
| Christian Vautrin    | Nemrod                                 |
| François Vincentelli | Peralta, ministr pro rozpočet          |
| Stéphan Wojtowicz    | prezident Francie                      |
| Philippe du Janerand | hlavní tajemník prezidenta republiky   |
| Ludovic Jevelot      | Tintin, řidič                          |
| Gilles Bellomi       | velitel hasičů                         |
| Brigitte Lo Cicero   | nahá žena                              |
| Jade Phan-Gia        | Kenza                                  |
| Brice Fournier       | poslanec Prade                         |
| François Berland     | Guillemot ze SNCF                      |
| Marine Faure         | Gwenaëlle                              |
| Emmanuel Gayet       | Morange                                |
| Réginald Huguenin    | prefekt v Ardennes                     |
| Nicolas Jouhet       | odborář                                |
| Serge Noel           | Mougins                                |
| Régis Romele         | demonstrant                            |

## Ocenění
- Filmový festival v Cannes: cena FIPRESCI
- Festival du film francophone d'Angoulême
- Festival de Namur: nejlepší scénář
- Le Masque et la Plume
- Syndicat de la critique de cinéma: nejlepší francouzský film
- César: nejlepší herec ve vedlejší roli (Michel Blanc), nejlepší původní scénář (Pierre Schoeller), nejlepší zvuk (Olivier Hespel, Julie Brenta a Jean-Pierre Laforce); nominace v kategoriích nejlepší film, nejlepší režie (Pierre Schoeller), nejlepší herec (Olivier Gourmet), nejlepší herečka ve vedlejší roli (Zabou Breitman), nejlepší filmová hudba (Philippe Schoeller), nejlepší kamera (Julien Hirsch), nejlepší výprava (Jean-Marc Tran Tan Ba), nejlepší střih (Laurence Briaud)
- Cena Magritte: nejlepší zahraniční film v koprodukci, nejlepší herec (Olivier Gourmet), nejlepší zvuk (Olivier Hespel, Julie Brenta a Jean-Pierre Laforce); nominace na nejlepší kostýmy (Pascaline Chavanne)